# Jednostka regionalna Karditsa
Jednostka regionalna Karditsa (nwgr.: Περιφερειακή ενότητα Καρδίτσας) – jednostka administracyjna Grecji w regionie Tesalia. Powołana do życia 1 stycznia 2011 w wyniku przyjęcia nowego podziału administracyjnego kraju. W 2021 roku liczyła 106 tys. mieszkańców.
W skład jednostki wchodzą gminy:
- Arjitea (2),
- Karditsa (1),
- Limni Plastira (3),
- Muzaki (4),
- Palamas (5),
- Sofades (6).